# Чутково
Чутково — деревня в Карамышевской волости Псковского района Псковской области России.
Расположена в 4 км к юго-западу от села Карамышево и в 34 км к востоку от центра города Пскова.
Численность населения деревни по состоянию на 2000 год составляла 6 человек.